# بیورتون (آلاباما)
بیورتون شهری است در ایالت آلاباما در کشور آمریکا.

## مکان
بیورتون در موقعیت () قرار دارد.
با توجه به اطلاعات اداره آمار آمریکا مساحت آن در حدود ۱۱٬۹ کیلومترمربع است.

## مردم‌شناسی
با توجه به آمار سال ۲۰۰۰ جمعیت آن ۲۲۶ نفر، ۱۰۰ خانواده در آن ساکن هستند.
تعداد ۱۲۵ واحد خانه در هر مساحت تقریبی (۱۰٬۵akm²) قرار دارد.
۱۹٬۵٪ درصد از خانواده‌های فرزند زیر ۱۸ سال داشتند که از این تعداد ۵۵٪ درصد زوج بوده و ۱۳٪ درصد زنان بدون شوهر و ۳۲٪ درصد نیز غیر خانواده بودند.
متوسط درآمد یک خانواده در حدود ۳۸٬۱۲۵ دلار آمریکا است و زنان درآمد متوسط ۲۷٬۵۰۰ دلار آمریکا و مردان درآمد متوسط ۱۲٬۰۱۹ دلار آمریکا بدست می‌آورند.